# Tomora
Tomora est une commune rurale malienne, située dans le pays de la Kaarta, chef-lieu  l'arrondissement central de Oussoubidiagna dans le cercle de Oussoubidiagna, région de Kayes, elle a pour chef-lieu la localité de Oussoubidiagna.

## Géographie
La localité de Oussoubidiagna est située au nord-est de la route nationale RN 22 à 173 km à l'est du chef-lieu régional Kayes.
| Ségala    | Diakon    |                 |
| Sidibéla  | Tomora    | Diallan         |
| Bafoulabé | Bafoulabé | Kontéla, Oualia |

## Histoire
L'arrondissement de Oussoubidiangna est créé en 1959 par la fusion de 4 cantons : Tomora, Sidibéla, Kontéla, Soroma et Diaye. La commune rurale de Tomora est créée en 1996.
Lors de la réforme administrative de 2023, la commune est soustraite du cercle de Bafoulabé et la localité de Oussoubidiagna est érigée en chef-lieu du 8e cercle de la région de Kayes.

## Population
La population communale est composée majoritairement de Khassonkés, avec une présence des peuplements Soninkés, Peuhls et Malinkés.

## Villages
La commune s'étend sur 35 localités relevées lors du recensement général de 2009. 
Les villages les plus peuplés sont :
- Oussoubidiagna (3 328 habitants)
- Bambila (1 948 habitants)
- Madalaya (1 941 habitants)

La loi 2023-007 attribue à la commune rurale 42 villages  :
- Oussoubidiagna
- Balandougou
- Saman
- Barsafé
- Sourbiré
- Kossaya
- Bindiga
- Missida
- Moussala
- Dioulafoundou
- Tamkombélé
- Tourako
- Diandiana
- Touba
- Kéoulégna
- Koumakary
- Djontinty
- Kersignané
- Kéoloya
- Tomborontéguédan
- Tafsirga
- Kamala
- Dialaga
- Kolondinkoyé
- Tambatinti
- Madalaya
- Massadji
- Gody
- Kidikamé
- Yahinané
- Bambila
- Déméké
- Madihawaya
- Sépé
- Maréna
- Tamaratinty
- Gao
- Koumbaya
- Bérékoma
- Tomboromadji
- Diba
- Khamarékhoma

## Culture
La commune de Tomora fait partie des aires culturelles du Khasso et de Oussoubidiagna.

## Lien
- Plan de sécurité alimentaire - Commune rurale de Tomora - 2007-2011, Reliefweb.